# Rep (letalo)
Rep letala (ang., fr.  empennage) je zadnji del letala (zrakoplova), ki je po navadi namenjen stabilizaciji in upravljanju (krmiljenju). Največkrat ima rep horizontalni del za krmiljenje po višini in vertikalni del za krmiljenje po smeri. Za krmiljenje po nagibu služijo krilca, ki pa so nameščena na zunanjih koncih kril. Taka konfiguracija je sorazmerno preprosta za upravljanje in jo uporablja večina letal, od vojaških do komercialnih. Le malo letal je t. i. brez repa (tailless), taka letala so po navadi težja za upravljanje, primer takega letala leteče krilo.

## Tipi repov
| Rep nameščen na trupu | Rep tipa križ (ang. Cruciform) | T-Rep | Leteči rep (ang. Flying tailplane) |

| Dvojni vertikalni rep | Dvojni vertikalni rep v gondolah | Vertikalne površine na krilih | Trojni vertikalni rep (Triple fins) | (Ventral fin) |

| V-Rep | Obratni V-Rep | X-Rep | Pelikan rep |